# Gelis anataelianus
Gelis anataelianus är en stekelart som beskrevs av Ceballos 1925. Gelis anataelianus ingår i släktet Gelis och familjen brokparasitsteklar. Inga underarter finns listade i Catalogue of Life.